# Karasjohka

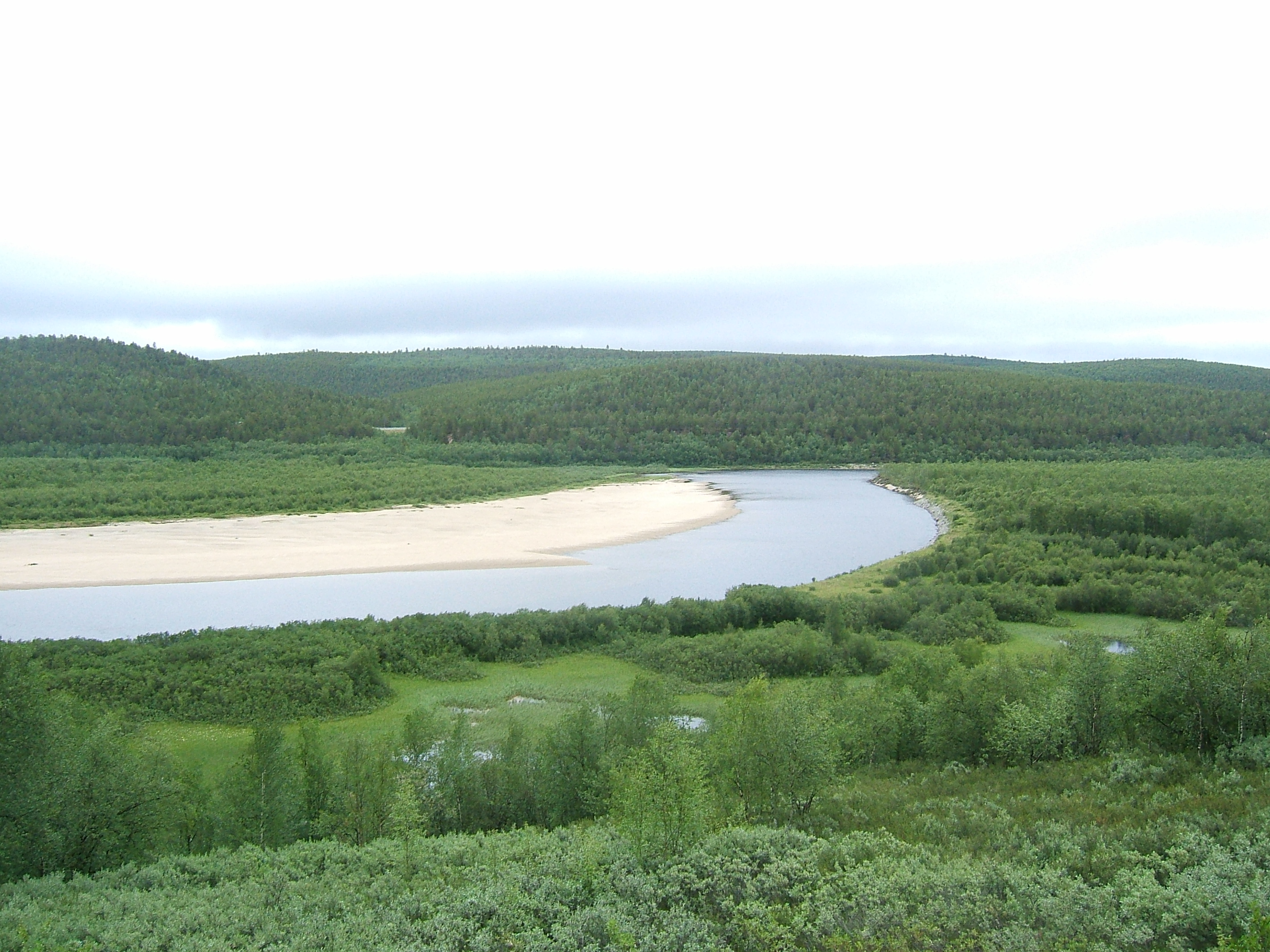
Karasjohka

De Karasjohka (of Kárášjohka) is een rivier in de provincie Finnmark in Noord-Noorwegen. 

## Geografie
Ze ontspringt in het middengebergte in het zuiden van het tot Noorwegen behorende deel van Lapland. Ze stroomt van het zuidwesten naar het noordoosten door een onherbergzaam gebied van bossen en meren. Verderop meandert ze door een breed grindbed. Vlak bij de monding in de Tanaelva ligt de gemeente Karasjok als enige grotere plaats langs deze rivier.